# Dâu tây dứa
Dâu tây dứa hay dâu tây trắng (Pineberry) là một giống dâu tây có màu trắng, hương vị của dứa và hạt đỏ.

## Mô tả
Dâu tây dứa là giống dâu lai từ việc nhân giống dâu tây ở Chile và Virginia. Việc canh tác cho mục đích thương mại lần đầu tiên vào năm 2010 tại Hà Lan và Bỉ.
Quả dâu tây dứa nhỏ hơn quả dâu tây thông thường, có kích thước từ 15 đến 23 mm (0,6 đến 0,9 in). Khi chín, nó có màu trắng, nhưng với "hạt giống" màu đỏ (quả bế). Cây có khả năng kháng bệnh, giống dâu này có giá cao, mặc dù không có lợi nhuận cao do canh tác quy mô nhỏ, kích thước quả nhỏ và năng suất thấp. Cây ra trái vào mùa xuân và mùa hè.

## Lịch sử
Dâu tây dứa được bán lần đầu tiên tại Hoa Kỳ vào năm 2012. Chúng đã được bán cho các nhà hàng, tiệm bánh và chợ bán buôn ở Châu Âu và Dubai. Quả có tên là "pineberry" ở thị trường Anh, được bán vào năm 2010, có tên gọi này vì mang hương vị "dứa" trong khi vẻ ngoài là một quả dâu tây.